# Nimbin Rocks
Nimbin Rocks är klippor i Australien. De ligger i delstaten New South Wales, i den sydöstra delen av landet, omkring 610 kilometer norr om delstatshuvudstaden Sydney.
Runt Nimbin Rocks är det ganska glesbefolkat, med 36 invånare per kvadratkilometer.. Närmaste större samhälle är Kyogle, omkring 19 kilometer väster om Nimbin Rocks. 
I omgivningarna runt Nimbin Rocks växer i huvudsak städsegrön lövskog. Genomsnittlig årsnederbörd är 1 776 millimeter. Den regnigaste månaden är januari, med i genomsnitt 298 mm nederbörd, och den torraste är oktober, med 39 mm nederbörd.